# نادار (داغستان)
نادار (به لاتین: Nadar) یک منطقهٔ مسکونی در روسیه است که در داغستان واقع شده‌است.